# Gregory Brough
Gregory Brough (Australia, 26 de marzo de 1951-9 de marzo de 2014) fue un nadador australiano especializado en pruebas de estilo libre larga distancia, donde consiguió ser medallista de bronce olímpico en 1968 en los 1500 metros.

## Carrera deportiva
En los Juegos Olímpicos de México 1968 ganó la medalla de bronce en los 1500 metros estilo libre, con un tiempo de 17:04.7 segundos, tras los estadounidenses Michael Burton (oro con 16:38.9 segundos que fue récord olímpico) y John Kinsella.